# Toót-Holló Tamás
Toót-Holló Tamás (Ózd, 1966. február 27. –), korábbi névalakjai: Tóth Zsolt, Tót H. Zsolt, Toót H. Zsolt. Az irodalomtudomány kandidátusa (1994), a Magyar Arany Érdemkereszt polgári tagozatával kitüntetett (2020), Herczeg Ferenc-díjas író, szerkesztő, irodalomtörténész, a Heti Válasz, az MTI és a Magyar Nemzet volt főszerkesztője.

## Szerkesztői tevékenység
2006-tól 2017-ig a Magyar Távirati Iroda (MTI) munkatársa volt, 2013-tól 2017-ig pedig az MTI főszerkesztőjeként dolgozott. 2020. február 6-ától a Magyar Nemzet főszerkesztője volt.
Szerkesztői és újságírói életművében végig különválasztható az irodalmi és kulturális lapoknál kifejtett tevékenysége (dolgozott az Európai Utas, a Magyar Napló és a Napút szerkesztőjeként – ez utóbbi lapnál jelenleg is a prózarovat vezetője), valamint a politikai-közéleti lapoknál és orgánumoknál töltött időszak. 2001 és 2002 között a Heti Válasz alapító főszerkesztője volt, de politikai hírmagazinon kívül indított napilapot (Reggel) és szórakoztató hetilapot is (Vasárnapi Blikk). Az MTI vezetőjeként a Külhoni Magyar Sajtószolgálat (KMS) és a Hungary Matters (HM) létrehozásában is közreműködött, majd ezen orgánumok felelős szerkesztőjeként dolgozott. 2017-től 2020-ig a Mediaworks lapkiadó központi online szerkesztőségének alapító főszerkesztője volt. 2023 márciusától a Mediaworks újonnan létrejövő kulturális divíziója, a Kultúrnemzet megszervezéséért és irányításáért felelt, 2024 augusztusától a Mediaworks Innovációs és Termékfejlesztési Igazgatóságának főmunkatársa.
A Napút 2020/1-es, a magyar identitást tárgyaló tematikus számának vendégszerkesztője volt: ebből a munkájából nőtte ki magát a Szondi Györggyel közösen szerkesztett Mi magunk – magyar identitás, magyar tradíció című tanulmánykötet, valamint az interneten folyamatosan bővülő, általa szerkesztőként szintén Szondi Györggyel közösen jegyzett Magyar Önazonosságtár is.

## Tanulmányai
1980 és 1984 között az ózdi József Attila Gimnáziumban végezte tanulmányait. 1985 és 1987 között a debreceni Kossuth Lajos Tudományegyetemen (KLTE) tanult magyar-népművelés szakon. 1990-ben szerzett diplomát a budapesti Eötvös Loránd Tudományegyetemen (ELTE) magyar nyelv és irodalom – összehasonlító irodalomtörténet szakán. Egyetemi tanulmányai után 1993-ig az ELTE és a CEU közös posztgraduális ösztöndíjával irodalomtörténeti kutatásokat folytatott. 1994-ben megszerezte az irodalomtudomány kandidátusa tudományos fokozatot.

## Névváltoztatás
2007-ben – eredetileg még Tóth Zsolt néven eljárva – kezdeményezte születési családi nevét „Toót-Holló” névre, valamint születési utónevét „Tamás” névre változtatni. Az erről szóló névváltoztatási okirata 2007-ben kelt, mely egyidejűleg a névváltoztatás anyakönyvi bejegyzéséről is intézkedett. A névváltoztatáshoz fűződő motivációiról, valamint a névváltoztatás következményeiről a Magyar Napló 2014 májusi számában közölt életút-interjújában beszélt a legrészletesebben. Mint mondta, ezzel az önmagát újjáteremtő, s egyszersmind egy új élethelyzetbe beavató gesztusával „nem megtagadta, hanem meghaladta” önmagát, „valahogy úgy, mint amikor a szerzetesnek készülő jelölt beöltözik, novíciussá válik, leteszi világi nevét, s választ magának egy új nevet”. A Holló-névalak felvételére az anyai nagymamai ág adta Holló-rokonság jogosította fel, s így, mint mondta, a hivatalok elé felterjesztett kérelemben a döntéshozókat nem kellett annak előadásával fárasztania, hogy mit jelent számára a holló motívuma a pálosok és a Hunyadiak címerében, Odin kíséretében, vagy éppen a fekete felhőben tollászkodó sárga lábú hollót megidéző magyar népdal szövegében.
Névváltoztatásának következményei között ugyanebben az interjúban számot adott arról is, hogy az állami adminisztráció a névváltoztatást csakis úgy tudta hivatalossá tenni, hogy kiállított számára egy olyan anyakönyvi kivonatot, amely szerint ő 1966. február 27-én Toót-Holló Tamás születési névvel látott napvilágot. Ezt ő – mint mondta – úgy élte meg, hogy ráébredt: „a hivatalos adminisztráció a jog teljes arzenáljával” a partnerévé vált abban, hogy úgy érezhesse: „egy soha nem volt térből és időből” jött. „Az új név visszavetítése a múltba olyan, mint a tudományos-fantasztikus irodalomban az időparadoxon: létrejön egy új időfolyam, amelyiknek más a vége, mint amit az eredeti pálya kijelölt volna a számára” – mondta az új, egy soha nem volt születési eseményt rögzítő, ámde jogilag teljesen korrekt születési anyakönyvi kivonatának szimbolikus jelentését taglalva, s abból további inspirációkat nyerve.

## Írói munkásság
Toót-Holló Tamás első, 1994-ben még Toót H. Zsolt néven közreadott, Pályaháborgások című regényével elnyerte a Kráter Műhely Egyesület Budai Gábor-díját. Ezután is több kötetet publikált még a Toót H. Zsolt névalakkal – ezek között volt irodalmi olvasónapló (Prózaporond, 2000) és családi tematikájú esszéfüzér is (Apasorban, 2003).
Toót-Holló Tamás néven jegyzett szépírói munkássága a 2012 és 2015 között megjelent kőmisztérium-trilógiájával s a 2015-től megjelenő, eddig két kötetből álló királyregény-trilógiájával köthető össze. A metafizikai kalandregények első trilógiája, amelyik összefoglaló néven A Garabonciás Könyve címet viseli, három kötetből áll. Az Üsse kő (2012), a Három a kő (2013), a Gördül a kő (2014) című regényekből. Ezek sora a trilógia motívumait színpadra álmodó liturgikus drámával (Üsse kő – Jelenések hét rendbéli úton, 2012), valamint a garabonciás hagyomány néprajzi és irodalomtörténeti összefüggéseit ábrázoló tanulmánykötettel (Garabonciások könyve és szerelme – 2015) egészül ki.
Hibátlan. Mind tudományosan, mind stílusában, mind témájában. A mesékről szóló tudása lenyűgöző. (…) Mindenhogyan helytállóak a mondatok, de nem ez a lényeg. Hanem minden olyan mágikus szövegben szól, ami hihetetlen módon hatott rám. Úgy van megírva, mintha egy varázsszöveget olvastam volna, vagy mint egy beavató szöveget, amely bevitt engem abba a nagyon belső gömbömbe, ahonnan én is dolgozom, ahol az én rejtett kincseim is vannak, hiszen valamilyen formában én is az őshagyománnyal foglalkozom, de ez nem annyira bejárható kívülről. Azonnal a saját középpontomba kerültem. Nagyon elbűvölt. (…) Nagyon izgalmas a nyelvhasználata. A nyelvnek a regöléshez és a varázsláshoz, a mágikus, orfikus prózához való hasonlatossága. Ahogy ír, ahogy gondolkodik, ahogy a világot összerakja. Egy rituális utazás minden sora, minden mondata. (…) Amit én gondolok erről az öt könyvről, az az, hogy ez egy szellemi jelzőfény, nem mécses, hanem üstökösszerű lángcsóva, amit nem lehet figyelmen kívül hagyni. Egyfelől nevezhetjük valamiféle mitológiai rekonstrukciónak ezt a nagyívű vállalkozást, másfelől pedig a sejtek szintjén a részesei lehetünk ennek a hagyománynak. (…) Ez az öt könyv – a Garabonciás Könyve – olyan, mint egy beavatási szertartás, mert a lét legmélyebb összefüggéseibe avatja be az olvasót. Ezért kellő tisztelettel és komolysággal és alázattal lehet olvasni, és nagyon vigyázva, mert valóban nagy erők mozognak a könyvben, ezt nem tagadhatom le, mert olvasóként is átéltem.
A második trilógia, amelyik összefoglaló néven A Forrás Könyve címet viseli, a Hunor és Magor királyfiakról szóló Csobban a víz (2015), a Szent László királyról szóló Csillan a hab (2017) és a Mátyás királyról szóló Csordul a csepp (2021) című királyregények alkotják.
A vele készült életműinterjú helyet kapott a Magyar Napló Kiadó 2014-ben megjelent Nyitott Műhely I-II. (100 interjú a mai magyar irodalomból) című, a konzervatív irodalom új kánonját megteremteni kívánó válogatásában, a róla készült irodalmi portréfilm pedig része lett az Írókorzó címmel elkészült filmsorozatnak, amelynek írásos anyaga 2017-ben jelent meg az Orpheusz Kiadó gondozásában.

## Drámaírói munkásság: folkopera és zenés tündérjáték születése
Toót-Holló Tamás első darabját, a Garabonciások Könyve című regénytrilógiájának motívumait összegző liturgikus drámát a leginkább könyvdrámának szánta, s dialógusok formáját követve is döntően prózaíróként foglalta össze a regényét mozgató szálakat (Üsse kő – Jelenések hét rendbéli úton). Valóban a színpadra szánt alkotásaival azonban rögtön új műfajt is teremtett – s így Molnár Levente operaénekes szóalkotó leleményét elfogadva színpadi zenés műveit (Aranyhajú hármasok, Boldogasszony keresztlánya) azóta szerzőtársaival közösen folkoperáknak nevezik. Folkoperát mindkét drámájából zeneszerző alkotótársaival, Bársony Bálint tal és Elek Norbert tel, a Magyar Rhapsody Projekt két frontemberével formált – a dalok zenéjét a két zeneszerző közösen jegyzik, a dalok dalszövegét pedig ő maga írta.
Az Aranyhajú hármasok és a Boldogasszony keresztlánya című darabok a magyar asztrálmítoszi hagyomány emlékét őrző és újjáteremtő művek. Ami tehát a szerző szándékai szerint ennek a két zenés műnek az együttállásával létrejött, az a mitikus magyar ősmúlt, az Aranykor és a jelenlegi korunk, a Vaskor között kiépülő, lelki szemeink előtt megjelenő aranyhíd két szimbolikus pillére. Mint kifejtette, ezen a képzeletbeli hídon a kereszténységet megelőző pusztai nomád életünk csillagvallási hagyományának és a Szent István-i Magyarország keresztény hitének őrei együtt őrködnek a magyarságot megtartó eszmények fölött. Az Aranyhajú hármasok így egy olyan istenbéke-ajánlatot foglal magában, amit a táltoshitű világ naphéroszait tisztelő őseink fogalmaztak meg Krisztus híveinek. A Boldogasszony keresztlánya pedig ennek az istenbéke-ajánlatnak a tudatos viszonzása – a már kereszténnyé vált magyarság egyik ősi tanúságtételét felidézve.
Az Aranyhajú hármasok című darab születése mögött álló alkotói kör – az Aranyhajú Hármasok Produkció – számos platformon segítette ezeknek a gondolatoknak a terjedését. Létrehozták a produkció kommunikációs felületét és internetes tudástár át. Közreadták a darab zenei anyagát alkotó folkopera és a jeleneteket tagoló kobzos közjátékok teljes anyagát, amelyet a mű zenei kanonizációjának szántak.
A darab zenei anyagának stúdiófelvétele így valójában az Aranyhajú hármasok első szereposztása volt. Az Aranyhajú hármasok zenei stúdiófelvételének három főszerepét a magyar zenei élet három kiválósága énekli. A Király szerepében Vadkerti Imrét, a Kormorán együttes énekesét halljuk, a Királynét Kubinyi Júlia, a Dűvő és a Rustico zenekar énekese szólaltatja meg, a Király Apja szerepét pedig a világ minden nagyobb színpadáról ismert Molnár Levente operaénekes adja elő.
Az Aranyhajú hármasok második szereposztása egy rádiószínházi sorozat, amelyet az MTVA megbízásából a Kaneta Produkció készített. A szerző által készített, a Kossuth Rádió rádiószínházi műsorsávjainak szánt adaptációt a rendező, Balatoni Monika a tündérjáték műfaji megjelöléssel írta le, jeléül annak, hogy ez a mű megint csak műfajteremtő szándékkal, a rádiószínházi kereteket az akusztikus költészet eszközeivel tágítva született meg. Az Aranyhajú hármasok rádiószínházi sorozatában Őze Áron (Király), Barbinek Péter (Király Apja), Létay Dóra (Királyné), Turek Miklós (Narrátor), Fehér Anna és Bozó Andrea (aranyhajú lányok), Kiss Mari (Kuvik), Madarász Éva (Szarka) és Hajtó Aurél (Igazmondó Juhász) működnek közre a tündérjáték hangköltészeti varázslatainak életre keltésében. Rajtuk kívül pedig hárman a szereplőgárdából – Szemerédi Bernadett, Várai Áron és Szlama László –ugyanazok, mint akik az Aranyhajú Hármasok Produkció zenei stúdiófelvételén szereplő énekesek között is ott voltak.
Az Aranyhajú hármasok című mű életciklusának legnagyobb jelentőségű eseménye pedig a mű színpadi ősbemutatója, amelynek megrendezésére Vidnyánszky Attila vállalkozott. A művet a Nemzeti Színház 2023/24-es kőszínházi évadában – a Királyok Évadában – mutatták volna be, a premier az eredeti tervek szerint 2023. december 15-én lett volna. 
„A találkozás a szöveggel nagyon inspiráló volt. Az, hogy ennek a mesének ilyen dimenziói vannak, s hogy ennyi kapu nyílik meg rajta keresztül, az nagy meglepetés volt számomra. Sokak számára lesz érdemes rácsodálkozni az ebben a műalkotásban összegződő kutatási témára, mert komoly felfedezéseket lehet tenni általa. Egy olyan anyag, amely hitet, erőt tud adni, amely büszkeséget okoz, amikor az ember olvassa. S ezt a darabot nem egyszerűen olvasni kell, hanem kutakodni is kezdünk vele kapcsolatban. Ez a mű egyszerűen kiegyenesíti a magyar embert, mert olyan jó érzés magyarként magunkra gondolni ezen az anyagon keresztül.”
A mű próbafolyamatát a Nemzeti Színházban történt drámai baleset szakította meg, amelynek egyik elszenvedője a darab egyik kulcsszereplője, Horváth Lajos Ottó volt. A részben már színpadra állított, de be nem mutatott darab főbb szereplői Archiválva 2023. október 29-i dátummal a Wayback Machine-ben: a Királyt Berettyán Nándor, a Király Apját Horváth Lajos Ottó, az idős Királynét Szilágyi Ágota, a fiatal Királynét Battai Lili Lujza e.h., az Aranyhajú Fiút Mészáros Martin, a két Aranyhajú Lányt Barta Ágnes és Battai Lili Lujza, Tündér Ilonát Martos Hanga, az Igazmondó Juhászt Rácz József, az énekes Regöst Szép Domán, a Narrátort Szabó Sebestyén László, Kuvikot Tóth Auguszta, Szarkát Ács Eszter, a Bábjátékost pedig Fabók Mariann alakította a le nem zárult próbafolyamat során. 
„Régen érintett meg így szöveg, mint az Aranyhajú hármasok. Kétszer olvastam el, elindult bennem a nagy felfedezés időszaka. Utoljára a Szarvassá változott fiú kapcsán éreztem ilyen zsongást, zsibongást, akkor éreztem utoljára azt, hogy valamiféle titkok közelébe kerültem."
...
„Ez a darab a miénk, tele van hittel, reménnyel, meggyőződéssel, hogy valami ősi erő itt mozog, jelen van bennünk, vezet, visz minket egy sugárzóbb, tisztább, csillogóbb világ felé."
A darab színpadi karrierjét megakasztó szerencsétlen baleset folytán előálló, színháztörténetileg is unikális afférról a szerző először az Olvasatnak nyilatkozott . Mint mondta: az aranyhajú gyermekek a magyar asztrálmítoszi hagyomány jeles alakjai, akik népmeséinkben élnek, de valójában mitikus, nem evilági alakok: igazi naphéroszok. Ezért az ő feltűnésüknek és eltűnésüknek talán nem evilági okai is lehetnek – hívta fel a figyelmet, kifejezve azt a reményét, hogy ők biztosan jobban tudják minden földi műsorrendnél, hogy mikor lennének újra eljövendők hozzánk.

## Oktatás

Toót-Holló Tamás – S.Varga Ilona ALion felvétele